# Miwtachim
Miwtachim (hebr.: מבטחים) – moszaw położony w samorządzie regionu Eszkol, w Dystrykcie Południowym, w Izraelu.
Leży w zachodniej części pustyni Negew, w pobliżu Strefy Gazy.

## Historia
Moszaw został założony w 1950 przez imigrantów z Kurdystanu. W 1954 osiedlili się tutaj imigranci z Maroka.

## Gospodarka
Gospodarka moszawu opiera się na intensywnym rolnictwie oraz uprawach warzyw i kwiatów w szklarniach.